# 大和村 (鳥取県気高郡)
大和村（やまとそん）は、鳥取県気高郡にあった自治体である。1896年（明治29年）3月31日までは高草郡に属した。

## 概要
現在の鳥取市赤子田・猪子・倭文・玉津・長谷・横枕に当たり、千代川中流左岸の山沿いに位置した。
村名は、古代この地方の大部分を倭文ノ郷と称したことから「倭」の文字にちなんで大和村と命名した。なお倭文（しとり）は委文とも書き、古代この地の豪族で倭文織（しずおり）という織物を織った委文部にちなむとされる。
江戸期には高草郡倭文郷に属する赤子田村・長谷村・倭文村と、同郡味野郷に属する横枕村・玉津村・猪子村が存在した。
明治末期から大正にかけて隣接する美穂村との合併の話が上がり、委員会も発足して議を熟したこともあったが実現には至らず、1953年（昭和28年）の15ヶ村合併まで行われなかった。

## 沿革
- 1889年（明治22年）10月1日 - 町村制の施行により、横枕村・玉津村・倭文村・長谷村・赤子田村・猪子村が合併して村政施行し、大和村が発足。旧村名を継承した6大字を編成し、役場を長谷村に設置[2]。
- 1896年（明治29年）4月1日 - 郡制の施行により、高草郡・気多郡の区域をもって気高郡が発足し、気高郡大和村となる。
- 1918年（大正7年）10月23日 - 役場位置を大字倭文字石橋234番地ノ1に変更[5]。
- 1953年（昭和28年）7月1日 - 鳥取市に編入。同日大和村廃止[6]。

## 行政

### 歴代村長
- 村松久太郎 - 本城竹次郎 - 近藤貞次郎 - 本城竹次郎（再） - 村松久太郎（再） - 本城藤造 - 田中良夫 - 岡村隆治 - 中村峰蔵 - 山下義雄 - 近藤寿雄[1]

## 教育
- 大和小学校（後の鳥取市立大和小学校、統合により鳥取市立美和小学校となり現在は鳥取市立江山学園）
- 美和中学校（後に鳥取市立美和中学校となり現在は鳥取市立江山学園）

## 交通
衆議院議員奥田柳蔵の尽力により1901年（明治34年）に賀露〜河原間の道路が改修されたのを始め、1926年（大正15年）までに村内の道路改修が完成され、当村の発展に大いに役立った。